# آرانیوش‌گادانی
آرانیوش‌گادانی (به مجاری: Aranyosgadány) یک منطقهٔ مسکونی در مجارستان است که در ناحیه پچ واقع شده‌است.